# Pyrrhia bifasciata
Pyrrhia bifasciata là một loài bướm đêm trong họ Noctuidae.